# Internationaler Bund der Konfessionslosen und Atheisten
Der Internationale Bund der Konfessionslosen und Atheisten (IBKA) ist ein Interessenverband konfessionsloser und sogenannter zwangskonfessionalisierter Menschen. Erster Vorsitzender des Vereins ist René Hartmann. Der Verband fördert durch Preisverleihungen prominente Atheisten sowohl in christlichen als auch in hinduistischen und muslimischen Kulturkreisen. 

## Gründung und Mitglieder
Der IBKA ging aus dem 1972 gegründeten Berliner Bund der Konfessionslosen hervor. 1976 wurde in Berlin der Internationale Bund der Konfessionslosen gegründet; dieser erhielt 1982 die heutige Bezeichnung.
Der Verein hatte im Jahr 2014 nach eigener Angabe rund 1100 Einzelmitglieder und zwölf korporative Mitglieder. Dem Beirat gehören u. a. Gerhard Czermak, Colin Goldner, Günter Kehrer, Mark Lindley, Hermann Josef Schmidt, Michael Schmidt-Salomon und Arzu Toker an.
Mit der türkischen Ateizm Derneği trat im Oktober 2015 der erste nichtdeutsche Verband dem IBKA bei.

## Ziele und Positionen
Der IBKA verfolgt nach seiner Satzung als seine wesentlichen Ziele die Durchsetzung der Menschenrechte – insbesondere der Weltanschauungsfreiheit – als Individualrechte, die konsequente Trennung von Staat und Kirche, die Förderung des vernunftgeleiteten Denkens sowie die Aufklärung über Wesen, Funktion, Strukturen und Herrschaftsansprüche von Religionen.
Der IBKA vertritt religionskritische, atheistische und agnostische Positionen, versteht sich jedoch nicht als Weltanschauungsgemeinschaft, sondern als politische Interessenvertretung konfessionsloser und zwangskonfessionalisierter Menschen.
Als „zwangskonfessionalisiert“ gilt dem IBKA, „wer gegen seine Überzeugung einer religiösen Gemeinschaft nur deshalb angehört, weil er/sie hierzu aus ökonomischen oder sozialen Gründen gezwungen ist“ (§ 5.2 der IBKA-Satzung). Der IBKA berät daher unter anderem bei Fragen zum Kirchenaustritt. Ein Vorstandsamt in der IBKA kann nur übernehmen, wer keiner religiösen Gemeinschaft angehört.
Der IBKA ist Mitglied der Atheist Alliance International und des Koordinierungsrats säkularer Organisationen. Er gibt die Quartalsschrift „Materialien und Informationen zur Zeit“ (MIZ) im Alibri Verlag heraus, die bereits 1972 begründet wurde. Der IBKA betreibt zusätzlich das Forum „Freigeisterhaus“, die momentan größte deutschsprachige Community für Atheisten und Agnostiker.
Die Säkulare Buskampagne als deutsche Variante der Atheist Bus Campaign, einer Werbekampagne, die 2009 und 2019 das Bewusstsein für Atheismus fördern sollte, wurde vom IBKA unterstützt.
Der IBKA setzt sich dafür ein, dass kirchliche Veranstaltungen (z. B. der Deutsche Katholikentag) keine Bezuschussung durch die städtische Kasse erhalten.
2024 unterstützt der IBKA die Kampagne "Free Charlie" zur Abschaffung des von ihm so genannten "Gotteslästerungsparagraphen" §166 StGB.

## IBKA-Preise
Von 2000 bis 2006 verlieh der IBKA fünf Mal den Erwin-Fischer-Preis an „Personen und Organisationen […], die sich in herausragender Weise um Weltanschauungsfreiheit, Trennung von Staat und Kirche, Förderung vernunftgeleiteten Denkens und Aufklärung über Wesen, Funktion, Strukturen und Herrschaftsansprüche von Religionen verdient gemacht haben.“
Seit 2008 verleiht der IBKA, in der Regel alle zwei Jahre, den IBKA-Preis „Sapio“ an „Personen und Organisationen […], die sich in herausragender Weise um
- Weltanschauungsfreiheit, Selbstbestimmung und Toleranz
- Trennung von Staat und Kirche
- Förderung vernunftgeleiteten Denkens
- Aufklärung über Wesen, Funktion, Strukturen und Herrschaftsansprüche von Religionen
- nichtreligiöse pädagogische, soziale und kulturelle Angebote
- humanitäre Hilfsmaßnahmen durch Nichtreligiöse

verdient gemacht haben.“ Der Name leitet sich aus dem Lateinischen "sapere" (wissen) ab.
Die bisherigen Preisträger sind:
- 2008: Shabana Rehman und Sigi Zimmerschied
- 2010: Oswalt Kolle für seine Verdienste um die sexuelle Selbstbestimmung[9]
- 2012: das siebenköpfige Organisationsteam der Buskampagne, darunter Carsten Frerk und Philipp Möller[10]
- 2015: Greg Graffin[11]
- 2017: Ateizm Derneği[12]
- 2020: Maryam Namazie[13] (verliehen am 10. September 2022 in Köln)

## Angeschlossene Verbände
Dem IBKA gehören als korporative Mitglieder sowohl Gesamtorganisationen als auch einzelne Regionalgruppen größerer Organisationen an. (Sortierung alphabetisch, Stand Juli 2018):
- Ateizm Derneği (deutsch: Atheismusverein), Türkei
- Atheist Centre (deutsch: Atheistisches Zentrum), Indien
- Aschaffenburger Freidenker e. V., Deutschland
- Bund für Geistesfreiheit, Deutschland: die Regionalgliederungen Augsburg, Bayern, Erlangen, Kulmbach/Bayreuth, München, Neuburg/Ingolstadt, Regensburg
- Düsseldorfer Aufklärungsdienst e. V., Deutschland
- Humanistischer Freidenker-Verband Ostwürttemberg (HFV) (eine Regionalgruppe von Die Humanisten Baden-Württemberg), Deutschland
- Freidenkerinnen & Freidenker Ulm/Neu-Ulm e. V., Deutschland
- JungdemokratInnen/Junge Linke: Landesverband Berlin, Deutschland
- Richard Dawkins Foundation for Reason and Science (deutsch: Richard-Dawkins-Stiftung für Vernunft und Wissenschaft), Vereinigte Staaten[14]